# Шахид Шируди (стадион)
Стадион Шахид Шируди (перс. ورزشگاه شهید شیرودی‎) — спортивный стадион в Тегеране, столице Ирана. Ныне он используется лишь для проведения соревнований по лёгкой атлетике. Вплоть до 2009 года стадион был преимущественно предназначен для футбольных матчей.
Стадион вмещает 30 000 человек и был открыт в 1942 году. Он носил название Амджадие (перс. امجدیه‎) до Исламской революции в Иране 1979 года. В сентябре 2015 года было объявлено, что стадион и прилегающий комплекс подвергнутся масштабной реконструкции.

## История
Шахид Шируди является одним из старейших стадионов в Иране. Он был построен в 1942 году и на момент открытия находился на севере Тегерана, а сейчас этот район оказался уже в центре города. Стадион принимал множество спортивных, культурных и общественных мероприятий, а также политических собраний. С тех пор, как была образована сборная Ирана по футболу, они проводила свои домашние матчи на стадионе Амджадие до того, как был построен стадион Арьямехр. Он также служил домашней ареной для «Таджа», позднее переименованного в «Эстегляль», «Персеполиса» (до открытия всё того же Арьямехра), а также для «Шахина» до и после Исламской революции в Иране 1979 года.
Амджадие принимал у себя все матчи финального этапа Кубка Азии по футболу 1968 года, на котором впервые в своей истории сборная Ирана стала победителем турнира. С 1 по 10 апреля 1970 года на стадионе прошли все 13 матчей Азиатского клубного чемпионата, триумфатором которого стал «Тадж». Вместе с тегеранскими стадионами Арьямехр и Ападана Амджадие принимал у себя игры предварительного раунда футбольного турнира в рамках седьмых летних Азиатских игр 1974 года.

## Культурные и политические события
- Во время коронации Мохаммеда Резы Пехлеви в 1967 году множество событий происходило на стадионе Амджадие, включая парад коронации[3].
- 9 февраля 1979 года на стадионе Амджадие состоялась 30-тысячная демонстрация сторонников шаха Пехлеви и премьера Бахтияра, против Исламской революции. Между демонстрантами-лоялистами и революционерами-исламистами произошли ожесточённые столкновения[4].
- Стадион должен был стать последней точкой в операции «Орлиный коготь», прерванной миссии по спасению 52 американцев, удерживаемых в Тегеране во время иранского кризиса с заложниками. Предполагаемая эвакуация включала бы транспортировку спасательных сил в посольство, освобождение заложников, а затем их сопровождение через главную дорогу перед посольством на стадион, где вертолёты забрали бы всех участников операции[5][6].
- 24 февраля 1981 года партия Моджахедин-э Халк провела митинг на стадионе, в котором приняло участие около 40 000 человек[7].

## Название
Стадион получил имя шахида Али Акбар Шируди, пилота вертолёта «Cobra», погибшего во время Ирано-иракской войны.